# Havaj
Havaj (ungarisch Havaj, russinisch Гавай/Hawaj) ist eine Gemeinde im Nordosten der Slowakei mit 393 Einwohnern (Stand 31. Dezember 2024), die zum Okres Stropkov, einem Kreis des Prešovský kraj gehört.

## Geographie

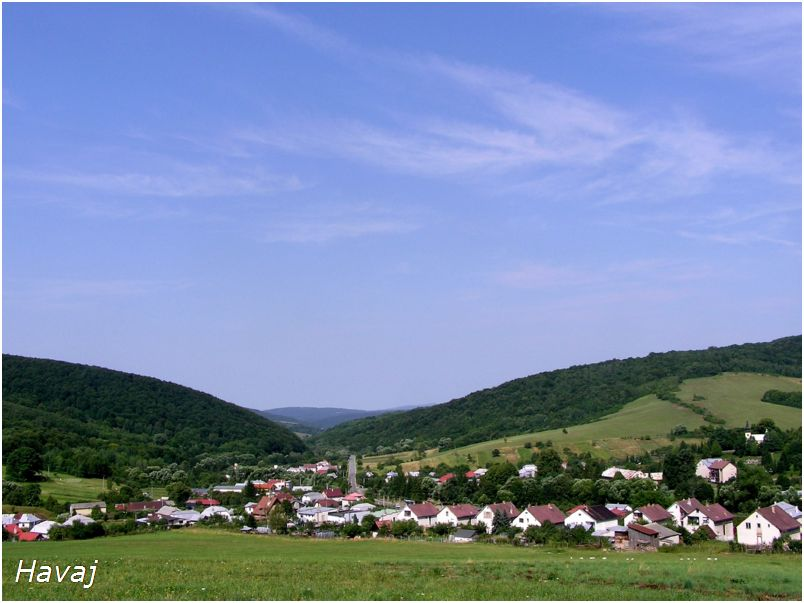
Gesamtansicht von Havaj

Die Gemeinde befindet sich im Bergland Ondavská vrchovina innerhalb der Niederen Beskiden, im Tal des Baches Poliansky potok im Einzugsgebiet der Ondava, unweit der Grenze zu Polen. Das Ortszentrum liegt auf einer Höhe von 276 m n.m. und ist 15 Kilometer von Stropkov sowie 18 Kilometer von Medzilaborce entfernt.
Nachbargemeinden sind Vladiča im Norden, Miková im Nordosten, Roškovce im Osten, Bystrá im Südosten, Varechovce im Süden, Veľkrop im Südwesten, Makovce im Westen und Staškovce im Nordwesten.

## Geschichte
Der Ort wurde nach deutschem Recht gegründet und zum ersten Mal 1403 als Vagayech beziehungsweise Howay Wagaz schriftlich erwähnt. Weitere historische Namen sind unter anderen Howay (1430), Havvay (1454) und Havaj (1773). Von 1430 bis zum 18. Jahrhundert gehörte das Dorf zum Herrschaftsgebiet von Stropkov, danach war es Besitz der Familie Keglevich und schließlich der Familie Reuss. 1715 gab es 13 bewohnte und 18 verlassene Häuser, 1720 eine Mühle, 1787 hatte die Ortschaft 44 Häuser und 279 Einwohner. 1828 zählte man 45 Häuser und 341 Einwohner, die als Fuhrmänner, Köhler und Waldarbeiter beschäftigt waren. Zwischen 1890 und 1900 wanderten viele Einwohner aus.
Bis 1918 gehörte der im Komitat Semplin liegende Ort zum Königreich Ungarn und kam danach zur Tschechoslowakei beziehungsweise heute Slowakei. Auch nach dem Ersten Weltkrieg verblieben traditionelle Beschäftigungen als Haupteinnahmequellen. Im November 1944, im Rahmen der Ostkarpatischen Operation, lieferten sich Partisanen und Einheiten der Wehrmacht schwere Gefechte in der Gegend. Nach dem Zweiten Weltkrieg arbeitete ein Teil der Einwohner in Industriebetrieben in Städten wie Svidník, Stropkov, Medzilaborce und Humenné, neben der örtlichen landwirtschaftlichen Genossenschaft.

## Bevölkerung
| Jahr                | 1994 | 2004    | 2014    | 2024    |
| ------------------- | ---- | ------- | ------- | ------- |
| Anzahl der Personen | 415  | 420     | 398     | 393     |
| Unterschied         |      | +1,20 % | −5,23 % | −1,25 % |

| Jahr                | 2023 | 2024    |
| ------------------- | ---- | ------- |
| Anzahl der Personen | 404  | 393     |
| Unterschied         |      | −2,72 % |

Nach der Volkszählung 2011 wohnten in Havaj 406 Einwohner, davon 223 Slowaken, 170 Russinen, fünf Ukrainer sowie jeweils ein Pole, Serbe und Tscheche. Fünf Einwohner machten keine Angabe zur Ethnie.
338 Einwohner bekannten sich zur griechisch-katholischen Kirche, 28 Einwohner zur römisch-katholischen Kirche, 16 Einwohner zur orthodoxen Kirche und ein Einwohner zur Evangelischen Kirche A. B.; drei Einwohner bekannten sich zu einer anderen Konfession. 10 Einwohner waren konfessionslos und bei 10 Einwohnern wurde die Konfession nicht ermittelt.

## Bauwerke
- griechisch-katholische Nikolauskirche im barock-klassizistischen Stil aus dem Jahr 1824

## Verkehr
Durch Havaj verläuft die Straße 2 Ordnung 575 zwischen Stropkov und Krásny Brod (bei Medzilaborce) und beginnt die Straße 2. Ordnung 554 Richtung Oľka und Nižný Hrabovec (bei Vranov nad Topľou). Einen Bahnanschluss gab und gibt es nicht.